# Varemærke
 Ikke at forveksle med mærke.
Et varemærke (et brand) er det særlige navn eller kendetegn, som erhvervsdrivende bruger til at markedsføre sig selv eller deres produkter og tjenester (services). Disse produkter kendes som mærkevarer.

## Hvad er et varemærke?
Det er varemærket, der fortæller, at en vare kommer fra en bestemt producent, og på den måde giver signaler om en bestemt kvalitet, livsstil, oprindelse eller prisniveau. Et varemærke kan ifølge varemærkelovens § 2 "bestå af alle arter tegn, der er egnet til at adskille en virksomheds varer eller tjenesteydelser fra andre virksomheders, og som kan gengives grafisk".
Der findes flere forskellige typer: ordmærker, figurmærker, vareudstyrsmærker, lydmærker, duftmærker og bevægelige mærker. Fælles for dem alle er, at mærket skal opfylde lovens krav om grafisk gengivelse. Se varemærkelovens § 2. Som teknikken er i dag, kan duftmærker efter Patent- og Varemærkestyrelsens opfattelse ikke opfylde lovens krav om grafisk gengivelse. Det vil derfor ikke være muligt at få registreret et duftmærke i Danmark, før der eksisterer en metode, der sikrer en entydig grafisk gengivelse af disse mærker.
Varemærkeretten optræder ofte sammen med personnavneretten, virksomhedsnavneretten og markedsføringslovens regler som 'kendetegnsret'. Det skyldes at disse regler supplerer hinanden og ofte virker sammen. Varemærkeretten er en immaterialret og er således beslægtet med de øvrige immaterialrettigheder (ophavsret, patenter, designret m.v.).

## Varemærkerettens indhold
Varemærkeretten er retten til at forbyde andre at anvende et identisk eller forveksleligt mærke erhvervsmæssigt. Retten gælder som udgangspunkt kun i forhold til de produkter og services, som mærket enten er registreret eller taget i brug for.

## Kodakmærke
Normalt må man ikke anvende et varemærke, hvis man producerer en vare, der svarer til det produkt, det originale firma med dette varemærke producerer. Men man må gerne kopiere et varemærke, så længe man ikke producerer en tilsvarende vare, jf. Varemærkeloven §4 stk. 1.
F.eks. må en pølseproducent ikke anvende Tulip som varemærke, da der allerede findes et firma der producerer pølser med dette navn. Man må imidlertid godt sælge computere med navnet Tulip, uden varemærkeloven overtrædes, da det er en anden vare.
I særlige tilfælde kan et varemærke være et Kodakmærke. Det sker når varemærket er så kendt, at man vil associere ethvert produkt med samme navn til det originale produkt. Denne bestemmelse fremgår af Varemærkelovens §4 stk. 2. For eksempel er Kodak og Coca Cola så kendte, at ethvert andet produkt med samme navn vil blive associeret til Kodak henholdsvis Coca Cola. Disse varemærker er derfor et Kodakmærke. Begrebet stammer fra en engelsk cykelproducent, der ønskede at kalde sine cykler for Kodak. Men Kodak lagde sagde sag an, hvor de påstod cyklerne ville blive associeret med Kodak film, og de fik medhold i retten.

## Varemærkebeskyttelse i andre lande
En ansøgning om en varemærkeregistrering gælder som udgangspunkt kun i Danmark, hvilket vil sige, at varemærket kun er beskyttet i Danmark. Men det er også muligt at ansøge i EU eller andre dele af verden.
Gennem EF-varemærkesystemet kan man søge sit mærke beskyttet i hele EU på én gang. Udover EU-systemet findes den såkaldte Madrid-protokol fra 1891, som giver mulighed for at beskytte et mærke i en række lande på baggrund af en enkelt ansøgning.

## Retserhvervelse og gyldighedsperiode
Retten til et varemærke kan i Danmark stiftes enten ved registrering eller ved at tage mærket i brug erhvervsmæssigt. Se varemærkelovens § 3.
En ansøgning om registrering af et varemærke skal i Danmark indleveres til Patent- og Varemærkestyrelsen. Man kan indlevere sin ansøgning pr. brev eller som en elektronisk ansøgning. Hvis mærket registreres, er varemærkeregistreringen gyldig i 10 år og kan herefter fornyes hvert 10. år – i princippet i al evighed. Hvis man ikke har taget sit varemærke i brug inden fem år efter, at det er registreret, kan man risikere at miste det. Det skyldes reglerne om brugspligt. Se varemærkelovens § 25. Man skal kunne bevise, at man bruger mærket for de produkter og services, som det er registreret for.
I Danmark kan man stifte ret til et varemærke ved den blotte benyttelse af mærket. Et ibrugtaget varemærke, der vedvarende anvendes, nyder i princippet samme beskyttelse som et varemærke, der er stiftet ved registrering. En varemærkeret, der er stiftet ved ibrugtagning, varer ved, så længe brugen af mærket opretholdes. Ophører brugen, er det udgangspunktet, at retten til mærket bortfalder. Et kortvarigt ophør af brugen eller et ophør på grund af særlige omstændigheder vil dog næppe medføre, at det ibrugtagne mærke bortfalder.
Varemærkeretten er altså gyldig så længe man har registreret/ og eller bruger mærket. Herved adskiller varemærkeretten sig fra de øvrige immaterialrettigheder, der alle har en tidsbegrænsning.

## Gengivelse af et varemærke i ordbøger m.v.
I loven forbydes det ikke direkte at gengive logoer i leksika,
men det fremføres at såfremt det drejer sig om et registreret varemærke,
skal det gengives at det drejer sig om et registreret varemærke.
§ 11. Ved udgivelse af leksika, håndbøger, lærebøger eller lignende skrifter af fagligt indhold skal forfatteren, udgiveren og forlæggeren på begæring af indehaveren af et registreret varemærke sørge for, at dette ikke gengives uden angivelse af, at det er et registreret varemærke.
Stk. 2. Den, der ikke opfylder sine forpligtelser efter stk. 1, skal bekoste en berigtigende bekendtgørelse på den måde, det findes rimeligt.

## ™, ℠ og ®
™ er en forkortelse for ”trade mark” (varemærke). Man kan bruge symbolet til at vise andre, at man har et mærke, som man bruger som varemærke. ℠ er en forkortelse for ”service mark”. Symbolet ® står for "registreret varemærke".
Der er ikke i den danske lovgivning regler for brugen af ™ og ®. Man skal dog være klar over, at der gælder forskellige regler for brugen af ™ og ® i udlandet. De enkelte landes patent- og varemærkemyndigheder skriver på deres hjemmesider, hvad der gælder i de enkelte lande.
I USA må man kun benytte ®, når man har opnået en varemærkeregistrering i USA, og man må kun bruge det for de varer, som mærket er registreret for. ™ og ℠ kan man bruge, når man ønsker at gøre andre opmærksom på, at man benytter mærket som et varemærke.
Man bør altid være opmærksom på de krav, et land stiller til brugen af ™ og ®, før man fx begynder en eksport dertil eller markedsfører sine varer i landet.

## Eksterne links
- Varemærkeloven
- Patent- og Varemærkestyrelsen
- OHIM – Det europæiske harmoniseringskontor for varemærker og designs Arkiveret 24. juli 2005 hos  Wayback Machine
- Startguide om varemærker for iværksættere Arkiveret 14. november 2007 hos  Wayback Machine